# Amelia Earhart
Amelia Mary Earhart (Atchison, Kansas, 24 de juliol de 1897 - desapareguda a Howland Island, oceà Pacífic, 2 de juliol de 1937) fou una aviadora estatunidenca.

## Biografia
Filla d'Amy i Edwin Stanton Earhart, un advocat de Kansas amb problemes d'alcoholisme que treballava per a una companyia ferroviària, Amelia va passar la seva infantesa a Kansas City, fins que cap als onze anys la família es va instal·lar a Des Moines (Iowa). Aquest seria un dels molts desplaçaments familiars que viuria amb els seus pares i la seva germana Muriel Grace, ja que, temps després tornarien a traslladar-se a Saint Pal (Minnesota). El 1916 Amelia va acabar la seva educació secundària a la Hyde Park High School de Chicago i es va preparar per entrar a Bryn Mawr College.
Però els plans universitaris d'Amelia van canviar quan l'hivern de 1917, ja iniciada la Primera Guerra Mundial, va visitar la seva germana a Toronto. Durant la seva estada va quedar molt impressionada en veure els ferits de guerra pels carrers; va fer un curs accelerat d'infermeria amb la Creu Roja canadenca i va passar la resta del conflicte com a auxiliar a l'Hospital Militar Spadina de Toronto. Aquesta experiència la va marcar molt profundament, li va desenvolupar una consciència pacifista i va manifestar que considerava la guerra com una «barbaritat legal». La tardor de 1919 es va matricular a la Universitat de Colúmbia per estudiar-hi medicina però ho va deixar un any després per retrobar-se amb els seus pares a Los Angeles.

### Debuts a l'aire

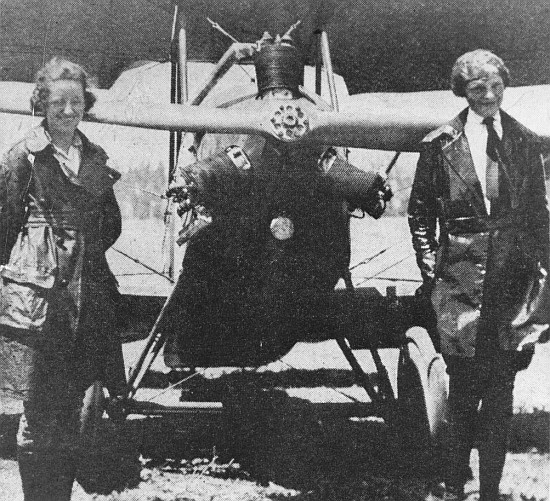
Neta Snook i Amelia Earhart davant del Kinner d'aquesta última (1921)

L'any 1920, a Long Beach, realitza un bateig d'aire en un avió pilotat per Frank Hawks, antic pilot de guerra famós per haver aconseguit alguns rècords de distància. En aquell moment decideix aprendre a volar. Malauradament, les classes de vol eren molt cares i estaven fora del seu abast, així que va decidir contactar amb la pilot Anita «Neta» Snook, que va acceptar fer-li classes a bord d'un Curtiss JN-4 «Canuck» a canvi del que pogués pagar-li.
Tot i portar poques hores de vol, Amelia decideix comprar-se un petit biplà esportiu, un Kinner Airster de color groc que va batejar com The Canary. Per pagar-lo va treballar del que trobava: conductora de camió, fotògrafa o estenògrafa en una companyia telefònica. Finalment, el va comprar el dia del seu vint-i-cinquè aniversari, per 2.000 dòlars, amb l'ajuda de la seva mare. El 22 d'octubre de 1922 decideix provar les possibilitats del Kinner i va aconseguir arribar a una altura de més de 4.600 metres i va establir així el rècord mundial femení del moment. Durant el 1922 Earhart encara no veia el pilotatge com una forma de guanyar-se la vida, així que va treballar en feines tan diverses com la fotografia, la mineria o el transport de materials de construcció amb camió.
El 1924, després que els seus pares se separessin, Earhart va fixar la residència a Boston, junt amb la seva mare i germana, on va trobar una feina no especialment ben remunerada però que l'ompliria molt, a Denison House, un centre social per a nens i nenes, majoritàriament estrangers. En aquesta època, tot i no tenir molt de temps per volar a causa de la seva feina al centre comunitari, es va unir a l'Associació Nacional d'Aeronàutica, de la qual posteriorment seria nomenada vicepresidenta i on coneixeria Ruth Nichols, entre altres pilots.

### Primera travessa de l'Atlàntic
A mitjan abril de 1928 rep una proposta del capità Hilton H. Railey per intentar travessar l'Atlàntic, com a passatgera, junt amb altres dos experimentats pilots: Wilmer Stultz i Louis «Slim» Gordon. En una conversa telefònica, Railey va confessar a Amelia que els homes participants en el vol cobrarien, Stultz 20.000 dòlars i Gordon 5.000 dòlars, però que ella no rebria cap remuneració.
Aquesta oportunitat va aparèixer a la vida d'Amelia perquè Amy Phipps Guest, que somiava a ser la primera dona que travessés l'Atlàntic, va ser dissuadida per la seva família de no fer-ho, tot i que ja tenia l'avió, un Fokker VII trimotor batejat com a Friendship. Amy Phipps va consentir a deixar el seu somni, sempre que al Friendship hi viatgés una dona com a passatgera.
A causa del mal temps i de problemes mecànics, Earhart i la tripulació van haver d'estar-se tretze dies aturats a un poble de pescadors a Trepassey Bay (Terranova), però finalment van poder sortir el 17 de juny de 1928 amb destinació a Burry Port (País de Gal·les), aconseguint arribar-hi en 20 hores i 40 minuts. Amelia va redactar el relat de la seva travessia a bord del Friendship a casa de Putnam a Rye (Nova York), i el va titular 20 hrs. 40 min.: Our Flight in the Friendship (1929). En aquella època, per la seva semblança física a Charles Lindbergh, la premsa la va començar a anomenar Lady Lindy.
Durant la seva estada a Anglaterra, Earhart va comprar un petit Avro 594 Avian III esportiu amb matrícula G-EBUG a Lady Mary Heath, el mateix amb què aquesta havia fet la travessa Ciutat del Cap-Londres.

### Promoció de l'aviació
Arran de la travessa de l'Atlàntic, la fama d'Amelia Earhart va augmentar i va rebre unes quantes ofertes de treball relacionades amb la promoció de l'aviació, principalment entre les dones, ja que en aquells temps se les considerava com un factor decisiu de resistència en la compra de bitllets d'avió a les famílies. La primera feina que li va arribar va ser a la tardor de 1928 de les mans de Ray Long, editor en cap de la revista Cosmopolitan, que li va oferir participar en el seu equip com a redactora d'una nova secció d'aviació on, a més d'escriure els articles, responia les cartes dels lectors interessats a aprendre a volar. Després d'això va entrar al departament comercial de Transcontinental Air Transport, posteriorment TWA, per tal de persuadir, principalment dones, de la compra de bitllets.
Posteriorment, Earhart va abandonar la TAT per cofundar, juntament amb Gene Vidal, Paul Collins i Samuel J. Solomon, Ludington Airlines (posteriorment National Airways), i crear el primer pont aeri d'alta freqüència del món amb deu vols diaris entre Nova York, Filadèlfia i Washington.

### El primer derbi aeri femení i lesNinety Nines
L'any 1929 s'organitza el primer Derby Aeri Femení, que va ser anomenat per la premsa sarcàsticament Powder Puff Derby (derbi de les borles de maquillatge), la primera competició per a dones travessant els Estats Units en què els requisits per a participar eren tenir el títol de pilot i portar un mínim de 100 hores de vol en solitari. Earhart va participar-hi juntament amb altres dinou dones pilot. Les participants en la prova van ser: Amelia Earhart, Claire Mae Fahy, Mary Haizlip, Vera Dawn Walker, Margaret Perry, Opal Kuntz, Mary von Mach, Edith Foltz, Blanche Noyes, Ruth Elder, Florence "Pancho" Lowe Barnes, Phoebe Fairgrave Omlie, Bobbi Trout, Jessie Miller, Louise Thaden, Gladys O'Donnell, Patty Willis, Marvel Crosson, Thea Rasche i Ruth Nichols.
La cursa era una prova de resistència i velocitat que transcorria en nou etapes, amb un total de 4.500 km; sortiren el dia 18 d'agost de Clover, Santa Monica i aterraren el 26 a Cleveland. Tot i ser una prova molt dura, van arribar quinze de les vint aviadores que van iniciar la cursa; en primera posició en la classificació final va quedar Louise Thaden; en segona, Gladys O'Donnell i Amelia Earhart va quedar tercera. Aquesta competició seria la llavor perquè el dia 2 de novembre de 1929 a Curtiss Field (Long Island, un grup de vint-i-sis dones pilots, entre les quals Amelia Earhart, es reunissin per formar una associació de pilots femenines, que es diria Ninety Nines, ja que el nombre d'inscrites inicialment al grup va ser de noranta-nou.
El 5 de juliol de 1930, a bord d'un Lockheed Vega DL-1B amb matrícula NC497H, Amelia va establir el primer rècord femení de velocitat en 291,58 km/h.

### Segona travessa de l'Atlàntic
El 7 de febrer de 1931 es casa amb l'editor George Putnam per a sorpresa de tothom, ja que s'havia manifestat diverses vegades en contra del matrimoni, i el 2 d'abril d'aquell mateix any, és la primera dona que pilota un autogir basat en el model de De la Cierva, el Pitcairn PCA-2. Després d'haver experimentat amb l'autogir una bona estona, Amèlia Earhart va ser l'encarregada de comprovar oficialment quina era l'altura màxima que podia assolir el Pitcairn, establint el rècord oficial el dia 8 d'abril de 1931 en 5.612,89 metres. Encara a bord de l'autogir, va fer la travessia dels Estats Units en diverses etapes, entre Newark i Oakland; va iniciar el viatge el 29 de maig de 1931 i va acabar-lo el 6 de juny següent.
Uns mesos després Earhart va comunicar al seu marit la seva intenció d'iniciar la travessa de l'Atlàntic en solitari. Ell va ajudar-la en tot el que va poder i junts van proposar al seu amic Bernt Balchen que en fos l'assessor tècnic i preparés l'avió per a la travessa. Balchen va acceptar immediatament i va fer una sèrie de modificacions al Lockheed Vega 5B d'Amelia (amb matrícula NC7952): va canviar-li el motor i va afegir-li uns dipòsits suplementaris a les ales i la cabina per tal d'augmentar l'autonomia de vol fins als 5.000 km.
El 19 de maig de 1932, AE, nom amb què Amelia Earhart es va fer anomenar durant tota la seva carrera aèria, va sortir amb Balchen de l'aeroport de Teterboro (Nova Jersey), cap al de Harbour Grace, a Terranova. L'endemà Earhart es va enlairar de Harbor Grace en el seu monoplà amb rumb a París. Les condicions atmosfèriques durant el vol van ser molt adverses, i Earhart també va tenir problemes tècnics amb l'altímetre i manca de combustible. Per tot plegat va haver d'aterrar en un prat a prop de Derry, a Irlanda del Nord, després d'un vol de 14 hores i 56 minuts, la travessa més ràpida coneguda.
En tornar als Estats Units, el president Herbert Hoover li va concedir la medalla d'or de la National Geographic Society.
El 26 d'agost de 1932, amb el seu Lockheed Vega, va travessar el continent americà sense escales des de Los Angeles fins a Newark; va cobrir els 4.000 km que separen ambdues ciutats en tan sols 19 hores i 5 minuts, i amb aquest temps va establir un nou rècord femení de distància. Gairebé un any més tard, el juliol de 1933, repeteix el vol costa a costa i millora el seu propi temps en dues hores.

### La travessa del Pacífic
El següent projecte que es planteja AE és la travessia del Pacífic per tal de ser la primera, home o dona, a cobrir els 3.800 km d'oceà que separen Honolulu, a les Illes Hawaii d'Oakland, a Califòrnia. El 1934, per preparar aquest vol, ella i el seu marit deixen la seva llar, a Rye, i es traslladen a la costa Oest. Earhart ven el seu Lockheed Vega a l'Institut Franklin de Filadèlfia i se'n compra un de millorat amb equipament addicional de navegació. En aquesta ocasió, el seu amic Balchen no estava disponible per fer la tasca d'assessorament tècnic que havia fet per a la travessa de l'Atlàntic, però Earhart troba un bon substitut en Paul Mantz.
A finals de desembre de 1934, AE, Putnam i Mantz van sortir cap a Honolulu amb el Vega carregat a bord del Lurline, un vaixell de càrrega, amb la intenció de mantenir el projecte en secret, però aviat es va fer públic i l'expedició va posar-se en risc, tot i que al final es va portar a terme. L'11 de gener de 1935 Earhart estava llesta per sortir, però els cels assolellats habituals a Hawaii es van començar a cobrir de núvols fins que va ploure durant diverses hores. A la tarda, la pista de l'aeròdrom de Wheeler Field era plena de fang i l'avió anava molt carregat. Malgrat tot, AE va decidir sortir davant del risc d'haver de romandre aturada durant deu dies més a causa del mal temps. Després d'un enlairament difícil, el viatge va transcórrer amb absoluta placidesa i 18 hores i 15 minuts després de la seva sortida va arribar a Oakland, on es va trobar que unes 10.000 persones l'esperaven emocionades per la seva fita.
Tres mesos més tard va creuar els 2.700 km que separen Burbank, L.A. i Ciutat de Mèxic, on va arribar el 20 d'abril: va establir un nou rècord de vol sense escales i amb la intenció de fer un altre salt de Ciutat de Mèxic fins a Nova York seguint la ruta més recta per sobre del golf de Mèxic. El 8 de maig de 1935, després d'esperar un pronòstic meteorològic favorable durant una setmana i un allargament de la pista, des d'on havia d'enlairar-se, a causa de la sobrecàrrega que patia el Vega, Amelia va sortir amb destinació a Newark, on va arribar després de 14 hores i 19 minuts, i va ser rebuda un altre cop per una multitud enfervorida.

### La volta al món
El 2 de juny de 1935 s'incorpora a la Universitat de Purdue (Indiana) com a consellera de noies estudiants d'enginyeria aeronàutica. A partir de l'any 1936 la idea de fer la volta al món per l'equador terrestre comença a voltar pel cap d'Amelia Earhart i, amb el suport econòmic de la universitat, aconsegueix fer el primer intent per aconseguir-ho. La universitat crea la Fundació d'Estudis Amelia Earhart, que aviat es va fer càrrec, juntament amb empreses aeronàutiques interessades en la creació d'un «laboratori volant», de la compra d'un bimotor Lockheed L-10 Electra modificat, substituint els seients de passatgers per dos dipòsits de combustible addicionals, per tal de garantir una autonomia de vol de fins a 6.500 km.
Per tal de provar el seu nou Electra, AE es va apuntar el setembre de 1936, amb Helen Richey com a copilot, a la cursa Bendix d'aquell any. De seguida van sorgir dificultats amb els conductes de benzina i les escotilles, que van fer que Amelia acabés en cinquena posició per segona vegada a la seva vida. L'Electra torna al taller i, mentrestant, Putnam es dedica a organitzar el subministrament de recanvis, benzina i oli al llarg de tota la volta al món, així com els permisos d'aterratge i la documentació oficial dels països que Earhart havia de sobrevolar o visitar en el decurs de la seva aventura.
El 17 de març de 1937 l'equip format per Amelia Earhart, Harry Manning, Paul Mantz i Fred Noonan surt des d'Oakland rumb a Honolulu per començar el viatge. Un cop a Honolulu les condicions atmosfèriques empitjoren i l'endemà, en enlairar-se amb destinació a l'illa de Howland, l'avió va capotar i s'estavellà. Tot i que surten tots il·lesos l'avió requereix una reparació important que es prolongarà durant dos mesos, ja que es va haver d'enviar l'Electra per vaixell a la fàbrica de Lockheed a Burbank. En aquest temps a Harry Manning se li acaba el permís i les condicions meteorològiques globals havien canviat i del viatge originàriament plantejat d'est a oest, van haver de modificar la ruta per tal d'avançar-se al mal temps, viatjant d'oest a est amb totes les complicacions logístiques que això comportava.
De l'equip inicial, ja només queden Amelia i Fred Noonan, i finalment surten l'1 de juny des de Miami (Florida) amb destinació a San Juan (Puerto Rico). Les següents etapes abans de travessar l'Atlàntic són: Caripito (Veneçuela), Paramaribo (Guaiana neerlandesa), Fortaleza (Brasil) i Natal, on farien una aturada per revisar motors i verificar instruments, abans de sobrevolar l'oceà. El 7 de juny travessen els 3.000 km que els separen de l'Àfrica on, per un error de navegació, aterren a Saint Louis (Senegal) en lloc de Dakar, que era on primer tenien la intenció d'aterrar. El 10 de juny, després d'una altra revisió de l'aeroplà, continuen cap a Gao (Mali) i d'aquí a Fort Lamy, El Fasher, Khartum, Assab i Karachi, on tenen un problema amb el consum d'un dels motors de l'Electra. El 17 de juny tornen a enlairar-se rumb a Calcuta i d'aquí volen a Rangun, fent una parada tècnica a Akyab (Birmània), pel monsó que assola la zona. Aquest cop, però, les previsions meteorològiques no anuncien una millora en els següents tres mesos i Amelia no està disposada a fer un tercer intent, així que el 19 de juny torna a enfilar cap a Rangun i continua fins a Bangkok, després Singapur i Bandung, on han de fer una altra reparació al Lockheed. Ja estaven arribant a Port Darwin, Austràlia, on són el dia 28 de juny i d'aquí cap a Lae, on es preparen per fer l'etapa més llarga que tenien en tot el periple, 4.200 km fins a les Illes Howland.
El 2 de juliol de 1937 surten amb 4.300 litres de benzina, un fort vent en contra i amb una limitació important a causa de l'escàs abast de la seva ràdio, de tan sols 800 km, ja que, comercialment, no hi havia millor equipament. Per intentar minimitzar el risc que l'avió es perdés, les autoritats americanes van enviar tres vaixells a cobrir la ruta d'Earhart i fer l'equivalent a una ràdio balisa. L'Itasca s'estava a prop de les Illes Howland, l'Ontario esperava a mig camí entre Lae i Howland i, per acabar, el Swan muntava guàrdia entre Howland i Honolulu. Després d'algunes comunicacions al llarg de les hores entre l'avió i els vaixells, l'últim a contactar és el guardacostes Itasca, però quan la ràdio emmudeix ja no es torna a recuperar la comunicació.

### Recerca i rumors
Durant setze dies el president dels Estats Units, Franklin D. Roosevelt, va enviar una flota de quatre destructors, un dragamines, el cuirassat Colorado i el portaavions Lexington, per a la seva recerca, però tots els esforços foren en va, per no trobar-se cap rastre de la intrèpida aviadora. Aviat van començar a sorgir rumors, el més fort dels quals deia que Earhart feia una missió d'espionatge per al govern dels Estats Units consistent a fotografiar els illots on podien haver-hi bases militars japoneses i que va ser capturada i executada, perquè el govern japonès no podia permetre uns testimonis tan coneguts.
El 1940 una expedició britànica que explorava l'illa de Nikumaroro per veure si era habitable, va trobar tretze ossos humans, entre ells un crani, i diferents objectes com una sabata de dona, un sextant de l'armada i una ampolla de licor d'herbes, que se sospitava que eren d'Amelia Earhart. Els ossos es van enviar a les Illes Fiji, on van ser analitzats pel doctor D.W. Hoodless, qui va arribar a la conclusió que els ossos pertanyien a un home. Malauradament, els ossos es van perdre poc després de la seva anàlisi.
El 2013 es va fer públic que The International Group for Historic Aircraft Recovery (TIGHAR) semblava haver trobat les restes de l'avió d'Earhart mitjançant unes imatges captades amb sonar a l'oceà Pacífic, prop de l'illa de Nikumaroro, on podria haver sobreviscut setmanes abans de morir.
El 8 de març de 2018, es va publicar un estudi a Forensic Anthropology amb el títol Amelia Earhart and the Nikumaroro Bones del professor Richard Jantz, de la Universitat de Tennessee. Segons aquest estudi, mitjançant tècniques de mesures antropomètriques dels ossos que es van trobar el 1940 a l'illa de Nikumaroro, es pot assegurar amb una probabilitat del 99 per cent que aquells ossos pertanyien a Amelia Earhart; això significaria que va sobreviure l'accident i que va viure com a nàufraga un temps a l'illa abans de morir.

## Llegat
L'any 2009 es produí Amelia, una pel·lícula sobre la vida d'Amelia Earhart, dirigida per Mira Nair, amb guió de Ronald Graves. Malgrat no tenir gaire èxit de crítica, el guió s'acostà força a la vida d'aquesta heroïna de l'aire.
Amelia Earhart fou votada en un procés participatiu realitzat el març del 2010 a Palafrugell sobre dones que mereixen un carrer.